# Бельгийский франк
Бельгийский франк (фр. franc, нидерл. frank, нем. Franken) — денежная единица Бельгии с 1830 по 2001 годы, когда он был заменен на евро. Делился на 100 сантимов. Наименование валюты происходит от французского франка, с которым на момент введения бельгийский франк совпадал по золотому содержанию.

## Историческая справка
Бельгийский франк был введен в 1830 году после отделения Бельгии от Нидерландов вместо обращавшегося ранее гульдена; золотое содержание его до Первой мировой войны составляло 0,290323 г чистого золота, то есть было равно французскому франку. Бельгия входила в Латинский монетный союз. В стране обращались наряду с банкнотами золотые монеты. С 2 августа 1914 года до 26 октября 1926 года обмен банкнот на золото не производился.
Законом от 26 октября 1926 года было установлено золотое содержание франка в 0,041842 г чистого золота и введена денежная единица бельга, равная 5 франкам, обращение которой прекратилось с началом Второй мировой войны. До 30 марта 1935 года бельги разменивались на золотые слитки весом около 12,5 кг или на иностранную валюту, обратимую в золото. С выходом Бельгии из Золотого блока размен банкнот на золото был прекращен, и золотое содержание франка снизилось до 0,030126 г чистого золота. С 1 апреля 1936 по 9 мая 1940 года размен на золото в слитках и иностранную валюту производился на базе этого пониженного золотого содержания франка. С началом немецкой оккупации в мае 1940 курс франка был зафиксирован на уровне 0,10 рейхсмарки за франк, а июле 1940 года был снижен до 0,08 рейхсмарки.
После освобождения Бельгии от немецкой оккупации в октябре 1944 года был произведён обмен банкнот прежних выпусков на новые банкноты по соотношению 1:1, причем суммы сверх 2000 франков блокировались. 1 декабря 1945 года золотое содержание франка было понижено до 0,0202765 г чистого золота (зафиксировано МВФ 18 декабря 1946 года). 21 сентября 1949 года франк был девальвирован и его золотое содержание снижено до 0,0177734 г чистого золота, а паритетный курс к доллару США — до 50 франков за доллар. В 1971—1973 годах центральный курс франка устанавливался из паритетного курса к доллару США или СДР. С 19 марта 1973 года бельгийский франк участвовал в системе колебания валют стран Общего рынка к доллару США,, а с 13 марта 1979 года — в Европейской валютной системе. В связи с нефтяным кризисом в 1980-х годах франк несколько раз подвергся девальвации, а с 1990 года его курс был привязан к немецкой марке.
С 1 января 1999 в безналичных расчётах, а с 1 января 2002 в наличном обращении франк был заменён на евро по курсу 40,3399 франков за один евро. Монеты обменивались на евро до 2004 года, срок прекращения приёма банкнот не был установлен.

## Валютный союз с Люксембургом
В 1922—1935 годах и с 1944 по 2002 год люксембургский франк был равен бельгийскому. Валютный контроль осуществлялся Бельгийско-Люксембургским валютным институтом. Формально оба франка являлись законным платежным средством на территории обоих государств. Несмотря на это, в бельгийских магазинах старались не принимать плату в люксембургских франках.

## Монеты

### Леопольд II (1865—1909)
| Монеты образца 1865—1909 года (Леопольд II) | Монеты образца 1865—1909 года (Леопольд II) | Монеты образца 1865—1909 года (Леопольд II) | Монеты образца 1865—1909 года (Леопольд II) | Монеты образца 1865—1909 года (Леопольд II) | Монеты образца 1865—1909 года (Леопольд II) | Монеты образца 1865—1909 года (Леопольд II) | Монеты образца 1865—1909 года (Леопольд II)        | Монеты образца 1865—1909 года (Леопольд II) |
| Изображение                                 | Изображение                                 | Номинал                                     | Диаметр                                     | Масса                                       | Материал                                    | Гурт                                        | Легенда                                            | Годы чеканки                                |
| ------------------------------------------- | ------------------------------------------- | ------------------------------------------- | ------------------------------------------- | ------------------------------------------- | ------------------------------------------- | ------------------------------------------- | -------------------------------------------------- | ------------------------------------------- |
|                                             |                                             | 1 сантим                                    | 16,5 мм                                     | 2 г                                         | медь                                        | рубчатый                                    | DES BELGES                                         | 1901 1902 1907                              |
|                                             |                                             | 1 сантим                                    | 16,5 мм                                     | 2 г                                         | медь                                        | рубчатый                                    | DER BELGEN                                         | 1901 1902 1907                              |
|                                             |                                             | 2 сантима                                   | 21,5 мм                                     | 4 г                                         | медь                                        | рубчатый                                    | DES BELGES                                         | 1902 1905 1909                              |
|                                             |                                             | 2 сантима                                   | 21,5 мм                                     | 4 г                                         | медь                                        | рубчатый                                    | DER BELGEN                                         | 1902 1905 1909                              |
|                                             |                                             | 5 сантимов                                  | 19 мм                                       | 3 г                                         | медь+никель                                 | гладкий                                     | DES BELGES                                         | 1901                                        |
|                                             |                                             | 5 сантимов                                  | 19 мм                                       | 3 г                                         | медь+никель                                 | гладкий                                     | DER BELGEN                                         | 1901                                        |
|                                             |                                             | 5 сантимов                                  | 19 мм                                       | 2,5 г                                       | медь+никель                                 | гладкий                                     | BELGIQUE                                           | 1901—1907                                   |
|                                             |                                             | 5 сантимов                                  | 19 мм                                       | 2,5 г                                       | медь+никель                                 | гладкий                                     | BELGIË                                             | 1901—1907                                   |
|                                             |                                             | 10 сантимов                                 | 21 мм                                       | 4 г                                         | медь+никель                                 | гладкий                                     | DES BELGES                                         | 1901                                        |
|                                             |                                             | 10 сантимов                                 | 21 мм                                       | 4 г                                         | медь+никель                                 | гладкий                                     | DER BELGEN                                         | 1901                                        |
|                                             |                                             | 10 сантимов                                 | 22 мм                                       | 4 г                                         | медь+никель                                 | гладкий                                     | BELGIQUE                                           | 1901—1906                                   |
|                                             |                                             | 10 сантимов                                 | 22 мм                                       | 4 г                                         | медь+никель                                 | гладкий                                     | BELGIË                                             | 1901—1906                                   |
|                                             |                                             | 25 сантимов                                 | 26 мм                                       | 6,5 г                                       | медь+никель                                 | гладкий                                     | BELGIQUE                                           | 1908 1909                                   |
|                                             |                                             | 25 сантимов                                 | 26 мм                                       | 6,5 г                                       | медь+никель                                 | гладкий                                     | BELGIË                                             | 1908 1909                                   |
|                                             |                                             | 50 сантимов                                 |                                             | 2,5 г                                       | серебро                                     | рубчатый                                    | DES BELGES                                         | 1901                                        |
|                                             |                                             | 50 сантимов                                 | DER BELGEN                                  | 2,5 г                                       | серебро                                     | рубчатый                                    |                                                    | 1901                                        |
|                                             |                                             | 50 сантимов                                 | 18 мм                                       | 2,5 г                                       | серебро                                     | рубчатый                                    | DES BELGES                                         | 1907 1909                                   |
|                                             |                                             | 50 сантимов                                 | 18 мм                                       | 2,5 г                                       | серебро                                     | рубчатый                                    | DER BELGEN                                         | 1907 1909                                   |
|                                             |                                             | 1 франк                                     | 23 мм                                       | 5 г                                         | серебро 835 пробы                           | рубчатый                                    | LEOPOLD II KONING DER BELGEN EENDRACHT MAAKT MACHT | 1886-1887                                   |
|                                             |                                             | 1 франк                                     | 23 мм                                       | 5 г                                         | серебро 835 пробы                           | рубчатый                                    | DER BELGEN                                         | 1904 1909                                   |
|                                             |                                             | 1 франк                                     | 23 мм                                       | 5 г                                         | серебро 835 пробы                           | рубчатый                                    | DES BELGES                                         | 1904 1909                                   |
|                                             |                                             | 2 франка                                    | 27 мм                                       | 10 г                                        | серебро 835 пробы                           | рубчатый                                    | LEOPOLD II ROI DES BELGES L’UNION FAIT LA FORCE    | 1866-1868                                   |
|                                             |                                             | 2 франка                                    | 27 мм                                       | 10 г                                        | серебро 835 пробы                           | рубчатый                                    | DES BELGES                                         | 1904 1909                                   |
|                                             |                                             | 2 франка                                    | 27 мм                                       | 10 г                                        | серебро 835 пробы                           | рубчатый                                    | DER BELGEN                                         | 1904 1909                                   |
|                                             |                                             | 5 франков                                   | 37,5 мм                                     | 25 г                                        | серебро 900 пробы                           | DIEU PROTEGE LA BELGIQUE                    | LEOPOLD II ROI DES BELGES L’UNION FAIT LA FORCE    | 1865—1876                                   |
|                                             |                                             | 20 франков                                  | 21,2 мм                                     | 6,45 г                                      | золото 900 пробы                            | DIEU PROTÈGE LA BELGIQUE                    | LEOPOLD II ROI DES BELGES L’UNION FAIT LA FORCE    | 1867-1870                                   |
|                                             |                                             | 20 франков                                  | 21,2 мм                                     | 6,45 г                                      | золото 900 пробы                            | DIEU PROTÈGE LA BELGIQUE                    | LEOPOLD II ROI DES BELGES L’UNION FAIT LA FORCE    | 1870—1871, 1874—1878, 1882                  |

### Альберт I (1909—1934)
| Монеты образца 1909—1934 года (Альберт I) | Монеты образца 1909—1934 года (Альберт I) | Монеты образца 1909—1934 года (Альберт I) | Монеты образца 1909—1934 года (Альберт I) | Монеты образца 1909—1934 года (Альберт I) | Монеты образца 1909—1934 года (Альберт I) | Монеты образца 1909—1934 года (Альберт I) | Монеты образца 1909—1934 года (Альберт I) | Монеты образца 1909—1934 года (Альберт I)    |
| Изображение                               | Изображение                               | Номинал                                   | Диаметр                                   | Масса                                     | Материал                                  | Гурт                                      | Легенда                                   | Годы чеканки                                 |
| ----------------------------------------- | ----------------------------------------- | ----------------------------------------- | ----------------------------------------- | ----------------------------------------- | ----------------------------------------- | ----------------------------------------- | ----------------------------------------- | -------------------------------------------- |
|                                           |                                           | 1 сантим                                  | 16,5 мм                                   | 2 г                                       | медь                                      | рубчатый                                  | DES BELGES                                | 1912 1914                                    |
|                                           |                                           | 1 сантим                                  | 16,5 мм                                   | 2 г                                       | медь                                      | рубчатый                                  | DER BELGEN                                | 1914                                         |
|                                           |                                           | 2 сантима                                 | 21,8 мм                                   | 4 г                                       | медь                                      | рубчатый                                  | DES BELGES                                | 1911 1912 1914 1919                          |
|                                           |                                           | 2 сантима                                 | 21,8 мм                                   | 4 г                                       | медь                                      | рубчатый                                  | DER BELGEN                                | 1910-1912 1919                               |
|                                           |                                           | 5 сантимов                                | 19 мм                                     | 2,5 г                                     | медь+никель                               | гладкий                                   | BELGIQUE                                  | 1910 1913 1914 1920 1922 1923 1925—1928 1932 |
|                                           |                                           | 5 сантимов                                | 19 мм                                     | 2,5 г                                     | медь+никель                               | гладкий                                   | BELGIË                                    | 1910 1913 1914 1920 1922 1923 1925—1928 1932 |
|                                           |                                           | 5 сантимов                                | 19 мм                                     | 2,5 г                                     | цинк                                      | гладкий                                   | BELGIQUE-BELGIË                           | 1915 1916                                    |
|                                           |                                           | 5 сантимов                                | 19 мм                                     | 2,5 г                                     | бронза                                    | гладкий                                   | BELGIQUE                                  | 1930 1931                                    |
|                                           |                                           | 5 сантимов                                | 19 мм                                     | 2,5 г                                     | бронза                                    | гладкий                                   | BELGIË                                    | 1932                                         |
|                                           |                                           | 10 сантимов                               | 22 мм                                     | 4 г                                       | медь+никель                               | гладкий                                   | BELGIQUE                                  | 1911 1920 1923 1926—1929                     |
|                                           |                                           | 10 сантимов                               | 22 мм                                     | 4 г                                       | медь+никель                               | гладкий                                   | BELGIË                                    | 1920-1922 1924—1930                          |
|                                           |                                           | 10 сантимов                               | 22 мм                                     | 4 г                                       | цинк                                      | гладкий                                   | BELGIQUE-BELGIË                           | 1915-1917                                    |
|                                           |                                           | 10 сантимов                               | 22 мм                                     | 4 г                                       | бронза                                    | гладкий                                   | BELGIQUE                                  | 1930-1932                                    |
|                                           |                                           | 10 сантимов                               | 22 мм                                     | 4 г                                       | бронза                                    | гладкий                                   | BELGIË                                    | 1930 1931                                    |
|                                           |                                           | 25 сантимов                               | 26 мм                                     | 6,5 г                                     | медь+никель                               | гладкий                                   | BELGIË                                    | 1910 1911 1913 1921 1922 1926—1929           |
|                                           |                                           | 25 сантимов                               | 26 мм                                     | 6,5 г                                     | медь+никель                               | гладкий                                   | BELGIQUE                                  | 1913 1920—1923 1926—1929                     |
|                                           |                                           | 25 сантимов                               | 26 мм                                     | 6,5 г                                     | цинк                                      | гладкий                                   | BELGIQUE-BELGIË                           | 1915-1918                                    |
|                                           |                                           | 50 сантимов                               |                                           | 2,5 г                                     | серебро                                   | рубчатый                                  | DES BELGES                                | 1910-1914                                    |
|                                           |                                           | 50 сантимов                               | DER BELGEN                                | 2,5 г                                     | серебро                                   | рубчатый                                  | 1910-1914                                 |                                              |
|                                           |                                           | 50 сантимов                               | 24 мм                                     | 5 г                                       | цинк                                      | рубчатый                                  | BELGIQUE-BELGIË                           | 1918                                         |
|                                           |                                           | 50 сантимов                               | 18 мм                                     | 2,5 г                                     | никель                                    | рубчатый                                  | BELGIQUE                                  | 1922-1934                                    |
|                                           |                                           | 50 сантимов                               | 18 мм                                     | 2,5 г                                     | никель                                    | рубчатый                                  | BELGIË                                    | 1922-1934                                    |
|                                           |                                           | 1 франк                                   | 23 мм                                     | 5 г                                       | серебро                                   | рубчатый                                  | DES BELGES                                | 1910-1914 1917 1918                          |
|                                           |                                           | 1 франк                                   | 23 мм                                     | 5 г                                       | серебро                                   | рубчатый                                  | DER BELGEN                                | 1910-1914 1918                               |
|                                           |                                           | 1 франк                                   | 23 мм                                     | 5 г                                       | никель                                    | рубчатый                                  | BELGIQUE                                  | 1922 1923 1928—1931 1933 1934                |
|                                           |                                           | 1 франк                                   | 23 мм                                     | 5 г                                       | никель                                    | рубчатый                                  | BELGIË                                    | 1922 1923 1928 1929 1933—1935                |
|                                           |                                           | 2 франка                                  | 27 мм                                     | 10 г                                      | серебро                                   | рубчатый                                  | DES BELGES                                | 1910-1912                                    |
|                                           |                                           | 2 франка                                  | 27 мм                                     | 10 г                                      | серебро                                   | рубчатый                                  | DER BELGEN                                | 1911 1912                                    |
|                                           |                                           | 2 франка                                  | 27 мм                                     | 10 г                                      | никель                                    | рубчатый                                  | BELGIQUE                                  | 1923 1930                                    |
|                                           |                                           | 2 франка                                  | 27 мм                                     | 10 г                                      | никель                                    | рубчатый                                  | BELGIË                                    | 1923 1924 1930                               |
|                                           |                                           | 5 франков                                 | 31 мм                                     | 13,8 г                                    | никель                                    | рубчатый                                  | DES BELGES                                | 1930—1934                                    |
|                                           |                                           | 5 франков                                 | 31 мм                                     | 13,8 г                                    | никель                                    | рубчатый                                  | DER BELGEN                                | 1930—1934                                    |
|                                           |                                           | 10 франков                                | 34 мм                                     | 17,5 г                                    | никель                                    | рубчатый                                  | BELGIQUE                                  | 1930                                         |
|                                           |                                           | 10 франков                                | 34 мм                                     | 17,5 г                                    | никель                                    | рубчатый                                  | BELGIË                                    | 1930                                         |
|                                           |                                           | 20 франков                                |                                           | 20 г                                      | никель                                    | рубчатый                                  | DES BELGES                                | 1931 1932                                    |
|                                           |                                           | 20 франков                                | DER BELGEN                                | 20 г                                      | никель                                    | рубчатый                                  |                                           | 1931 1932                                    |
|                                           |                                           | 20 франков                                |                                           | 11 г                                      | серебро                                   | рубчатый                                  | DES BELGES                                | 1933 1934                                    |
|                                           |                                           | 20 франков                                | DER BELGEN                                | 11 г                                      | серебро                                   | рубчатый                                  |                                           | 1933 1934                                    |

| Монеты образца 1934—1951 года (Леопольд III) | Монеты образца 1934—1951 года (Леопольд III) | Монеты образца 1934—1951 года (Леопольд III) | Монеты образца 1934—1951 года (Леопольд III) | Монеты образца 1934—1951 года (Леопольд III) | Монеты образца 1934—1951 года (Леопольд III) | Монеты образца 1934—1951 года (Леопольд III) | Монеты образца 1934—1951 года (Леопольд III) | Монеты образца 1934—1951 года (Леопольд III) |
| Изображение                                  | Изображение                                  | Номинал                                      | Диаметр                                      | Масса                                        | Материал                                     | Гурт                                         | Легенда                                      | Годы чеканки                                 |
| -------------------------------------------- | -------------------------------------------- | -------------------------------------------- | -------------------------------------------- | -------------------------------------------- | -------------------------------------------- | -------------------------------------------- | -------------------------------------------- | -------------------------------------------- |
|                                              |                                              | 5 сантимов                                   | 19 г                                         | 2,5 г                                        | бронза                                       | гладкий                                      | BELGIQUE-BELGIË                              | 1938-1940                                    |
|                                              |                                              | 5 сантимов                                   | 19 г                                         | 2,5 г                                        | бронза                                       | гладкий                                      | BELGIË-BELGIQUE                              | 1939 1940                                    |
|                                              |                                              | 5 сантимов                                   | 19 г                                         | 2,5 г                                        | цинк                                         | гладкий                                      | BELGIQUE-BELGIË                              | 1941-1942                                    |
|                                              |                                              | 5 сантимов                                   | 19 г                                         | 2,5 г                                        | цинк                                         | гладкий                                      | BELGIË-BELGIQUE                              | 1941 1943                                    |
|                                              |                                              | 10 сантимов                                  | 22 мм                                        | 4 г                                          | бронза                                       | гладкий                                      | BELGIQUE-BELGIË                              | 1938 1939                                    |
|                                              |                                              | 10 сантимов                                  | 22 мм                                        | 4 г                                          | бронза                                       | гладкий                                      | BELGIË-BELGIQUE                              | 1939                                         |
|                                              |                                              | 10 сантимов                                  | 22 мм                                        | 4 г                                          | цинк                                         | гладкий                                      | BELGIQUE-BELGIË                              | 1941—1946                                    |
|                                              |                                              | 10 сантимов                                  | 22 мм                                        | 4 г                                          | цинк                                         | гладкий                                      | BELGIË-BELGIQUE                              | 1941—1946                                    |
|                                              |                                              | 25 сантимов                                  | 26 мм                                        | 6,5 г                                        | бронза                                       | гладкий                                      | BELGIQUE-BELGIË                              | 1938 1939                                    |
|                                              |                                              | 25 сантимов                                  | 26 мм                                        | 6,5 г                                        | бронза                                       | гладкий                                      | BELGIË-BELGIQUE                              | 1938                                         |
|                                              |                                              | 25 сантимов                                  | 26 мм                                        | 6,5 г                                        | цинк                                         | гладкий                                      | BELGIQUE-BELGIË                              | 1941-1943 1945—1947                          |
|                                              |                                              | 25 сантимов                                  | 26 мм                                        | 6,5 г                                        | цинк                                         | гладкий                                      | BELGIË-BELGIQUE                              | 1942-1947                                    |
|                                              |                                              | 50 сантимов                                  | 18 мм                                        | 2,5 г                                        | никель                                       | гладкий                                      | BELGIQUE-BELGIË                              | 1939                                         |
|                                              |                                              | 1 франк                                      | 21,5 мм                                      | 4,5 г                                        | никель                                       | гладкий                                      | BELGIQUE-BELGIË                              | 1939 1940                                    |
|                                              |                                              | 1 франк                                      | 21,5 мм                                      | 4,5 г                                        | никель                                       | гладкий                                      | BELGIË-BELGIQUE                              | 1939 1940                                    |
|                                              |                                              | 1 франк                                      | 21,7 мм                                      | 4,3 г                                        | цинк                                         | гладкий                                      | BELGIQUE-BELGIË                              | 1941—1947                                    |
|                                              |                                              | 1 франк                                      | 21,7 мм                                      | 4,3 г                                        | цинк                                         | гладкий                                      | BELGIË-BELGIQUE                              | 1941—1947                                    |
|                                              |                                              | 2 франка                                     | 19 мм                                        | 2,75 г                                       | сталь, покрытая цинком                       | гладкий                                      | BELGIQUE-BELGIË                              | 1944                                         |
|                                              |                                              | 5 франков                                    | 31 мм                                        | 12,2 г                                       | никель                                       | гладкий                                      | отсутствует                                  | 1936 1937                                    |
|                                              |                                              | 5 франков                                    | 25 мм                                        | 9 г                                          | никель                                       | гладкий                                      | BELGIQUE-BELGIË                              | 1938 1939                                    |
|                                              |                                              | 5 франков                                    | 25 мм                                        | 9 г                                          | никель                                       | гладкий                                      | BELGIË-BELGIQUE                              | 1938 1939                                    |
|                                              |                                              | 5 франков                                    | 25 мм                                        | 6 г                                          | цинк                                         | гладкий                                      | отсутствует                                  | 1941-1947                                    |

### Бодуэн I (1951—1993)
| Монеты образца 1951—1993 года (Бодуэн I) | Монеты образца 1951—1993 года (Бодуэн I) | Монеты образца 1951—1993 года (Бодуэн I) | Монеты образца 1951—1993 года (Бодуэн I) | Монеты образца 1951—1993 года (Бодуэн I) | Монеты образца 1951—1993 года (Бодуэн I) | Монеты образца 1951—1993 года (Бодуэн I) | Монеты образца 1951—1993 года (Бодуэн I) | Монеты образца 1951—1993 года (Бодуэн I) |
| Изображение                              | Изображение                              | Номинал                                  | Диаметр                                  | Масса                                    | Материал                                 | Гурт                                     | Легенда                                  | Годы чеканки                             |
| ---------------------------------------- | ---------------------------------------- | ---------------------------------------- | ---------------------------------------- | ---------------------------------------- | ---------------------------------------- | ---------------------------------------- | ---------------------------------------- | ---------------------------------------- |
|                                          |                                          | 20 сантимов                              | 17 мм                                    | 2 г                                      | бронза                                   | гладкий                                  | BELGIQUE                                 | 1953 1954 1957—1959 1962 1963            |
|                                          |                                          | 20 сантимов                              | 17 мм                                    | 2 г                                      | бронза                                   | гладкий                                  | BELGIË                                   | 1954 1960                                |
|                                          |                                          | 25 сантимов                              | 16 мм                                    | 2 г                                      | медь+никель                              | гладкий                                  | BELGIQUE                                 | 1964-1975                                |
|                                          |                                          | 25 сантимов                              | 16 мм                                    | 2 г                                      | медь+никель                              | гладкий                                  | BELGIË                                   | 1964-1975                                |
|                                          |                                          | 50 сантимов                              | 19 мм                                    | 2,75 г                                   | бронза                                   | гладкий                                  | отсутствует                              | 1952-2000                                |
|                                          |                                          | 1 франк                                  | 21 мм                                    | 4 г                                      | медь+никель                              | гладкий                                  | отсутствует                              | 1950-1988                                |
|                                          |                                          | 1 франк                                  | 18 мм                                    | 2,75 г                                   | железо, плак. никелем                    | гладкий                                  | отсутствует                              | 1989-1993                                |
|                                          |                                          | 5 франков                                | 24 мм                                    | 6 г                                      | медь+никель                              | гладкий                                  | отсутствует                              | 1948-1981                                |
|                                          |                                          | 5 франков                                | 24 мм                                    | 5,5 г                                    | латунь                                   | гладкий                                  | отсутствует                              | 1986-1993                                |
|                                          |                                          | 10 франков                               | 27 мм                                    | 8 г                                      | никель                                   | рубчатый                                 | отсутствует                              | 1969-1979                                |
|                                          |                                          | 20 франков                               | 25,5 мм                                  | 8,5 г                                    | бронза                                   | рубчатый                                 | отсутствует                              | 1980 — 1993                              |
|                                          |                                          | 50 франков                               | 22,7 мм                                  | 7 г                                      | никель                                   | рубчатый                                 | отсутствует                              | 1987-1993                                |

### Альберт II (1994—2000)
| Монеты образца 1994—2000 года (Альберт II) | Монеты образца 1994—2000 года (Альберт II) | Монеты образца 1994—2000 года (Альберт II) | Монеты образца 1994—2000 года (Альберт II) | Монеты образца 1994—2000 года (Альберт II) | Монеты образца 1994—2000 года (Альберт II) | Монеты образца 1994—2000 года (Альберт II) | Монеты образца 1994—2000 года (Альберт II) | Монеты образца 1994—2000 года (Альберт II) |
| ------------------------------------------ | ------------------------------------------ | ------------------------------------------ | ------------------------------------------ | ------------------------------------------ | ------------------------------------------ | ------------------------------------------ | ------------------------------------------ | ------------------------------------------ |
| Изображение                                | Изображение                                | Номинал                                    | Диаметр                                    | Масса                                      | Материал                                   | Гурт                                       | Легенда                                    | Годы чеканки                               |
|                                            |                                            | 1 франк                                    | 18 мм                                      | 2,75 г                                     | железо, плак. никелем                      | гладкий                                    | отсутствует                                | 1994—2000                                  |
|                                            |                                            | 5 франков                                  | 24 мм                                      | 5,5 г                                      | бронза                                     | гладкий                                    | отсутствует                                | 1994—2000                                  |
|                                            |                                            | 20 франков                                 | 25,6 мм                                    | 8,5 г                                      | бронза                                     | гладкий                                    | отсутствует                                | 1994—2000                                  |
|                                            |                                            | 50 франков                                 | 22,7 мм                                    | 7 г                                        | никель                                     | гладкий                                    | отсутствует                                | 1994—2000                                  |

## Банкноты
Перед введением евро в Бельгии имели хождение следующие банкноты:
| Серия банкнот, которая была в обращении перед вхождением в зону Евро | Серия банкнот, которая была в обращении перед вхождением в зону Евро | Серия банкнот, которая была в обращении перед вхождением в зону Евро | Серия банкнот, которая была в обращении перед вхождением в зону Евро | Серия банкнот, которая была в обращении перед вхождением в зону Евро | Серия банкнот, которая была в обращении перед вхождением в зону Евро | Серия банкнот, которая была в обращении перед вхождением в зону Евро | Серия банкнот, которая была в обращении перед вхождением в зону Евро | Серия банкнот, которая была в обращении перед вхождением в зону Евро | Серия банкнот, которая была в обращении перед вхождением в зону Евро |      |
| Лицевая сторона                                                      | Оборотная сторона                                                    | Номинал                                                              | € эквив.                                                             | Размеры                                                              | Описание                                                             | Описание                                                             | Описание                                                             | Дата                                                                 | Дата                                                                 | Дата |
| Лицевая сторона                                                      | Оборотная сторона                                                    | Номинал                                                              | € эквив.                                                             | Размеры                                                              | Лицевая сторона                                                      | Оборотная сторона                                                    | Водяной знак                                                         | отпечатана                                                           | выпущена                                                             |      |
| -------------------------------------------------------------------- | -------------------------------------------------------------------- | -------------------------------------------------------------------- | -------------------------------------------------------------------- | -------------------------------------------------------------------- | -------------------------------------------------------------------- | -------------------------------------------------------------------- | -------------------------------------------------------------------- | -------------------------------------------------------------------- | -------------------------------------------------------------------- | ---- |
|                                                                      |                                                                      | 100 франков                                                          | 2,48                                                                 | 139×76                                                               | Джеймс Энсор, художник                                               | Фрагмент из «Ванны Остенде», купальные хижины                        |                                                                      |                                                                      | 1995                                                                 |      |
|                                                                      |                                                                      | 200 франков                                                          | 4,96                                                                 | 144×76                                                               | Адольф Сакс, изобретатель саксофона                                  | Саксофонисты. Монастырская церковь Нотр-Дам                          | Адольф Сакс и его личный автограф                                    |                                                                      | 1995                                                                 |      |
|                                                                      |                                                                      | 500 франков                                                          | 12,39                                                                | 149×76                                                               | Рене Магритт, художник                                               | картина Магритта «Голконда»                                          |                                                                      |                                                                      | 1998                                                                 |      |
|                                                                      |                                                                      | 1000 франков                                                         | 24,79                                                                | 154×76                                                               | Констант Пермеке, художник, скульптор                                | картина «Лежащий крестьянин», сельская местность                     |                                                                      |                                                                      | 1997                                                                 |      |
|                                                                      |                                                                      | 2000 франков                                                         | 49,58                                                                | 159×76                                                               | Виктор Орта, архитектор                                              |                                                                      |                                                                      |                                                                      | 1994                                                                 |      |
|                                                                      |                                                                      | 10 000 франков                                                       | 247,89                                                               | 169×76                                                               | король Альберт II и королева Паола                                   |                                                                      |                                                                      |                                                                      | 1997                                                                 |      |

| 1913      | 5,18                |
| 1926      | 35,99               |
| 1935      | 29,50               |
| 1945      | 43,83               |
| 1949-1971 | 50,00               |
| 1976      | 39.51 (начало года) |
| 1981      | 37,94 (30 июня)     |
| 1986      | 49.91 (начало года) |
| 1991      | 31,28               |
| 1996      | 31,70               |
| 2001      | 45,90               |